# Villarsel-sur-Marly
Villarsel-sur-Marly (antiguamente en alemán Willischert o Villarsel ob Mertenlach) es una comuna suiza del cantón de Friburgo, situada en el distrito de Sarine. Limita al norte con las comunas de Marly y Pierrafortscha, al este con Tentlingen, al sur con Le Mouret, y al oeste con Ependes.

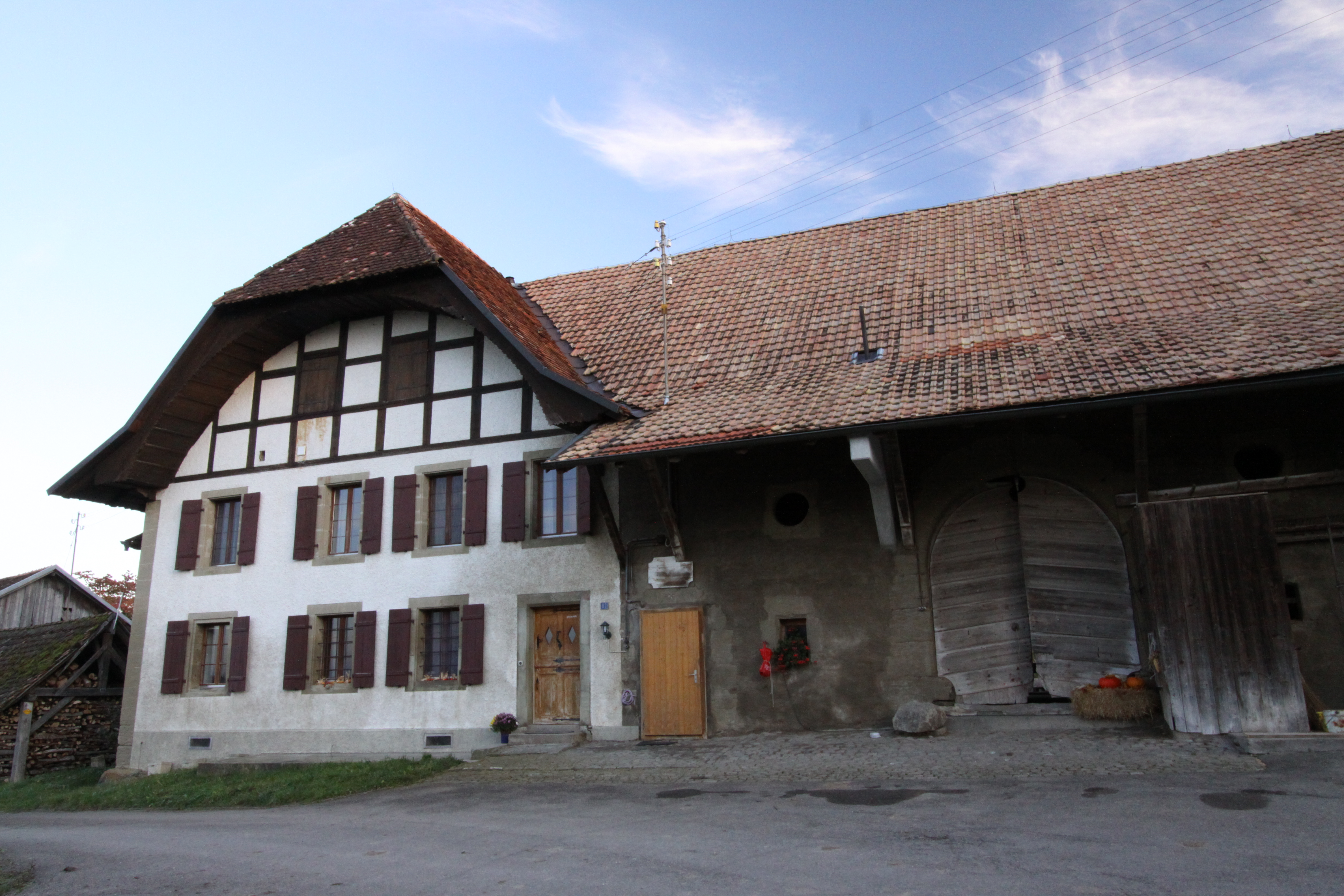
Granja en Villarsel-sur-Marly.